# Harvington
Harvington – wieś w Anglii, w hrabstwie Worcestershire, w dystrykcie Wychavon. Leży 21 km na wschód od miasta Worcester i 143 km na północny zachód od Londynu.